# Henry Huttleston Rogers
Henry Huttleston Rogers (Mattapoisett, Massachusetts, 29 de janeiro de 1840 - Nova Iorque, 19 de maio de 1909) foi um industrial, capitalista e empresário norte-americano. Foi um dos homens-chave na fundação da Companhia Standard Oil de John Davison Rockefeller. Uma de suas principais realizações foi a construção da estrada de ferro Virginian Railway.

## Biografia

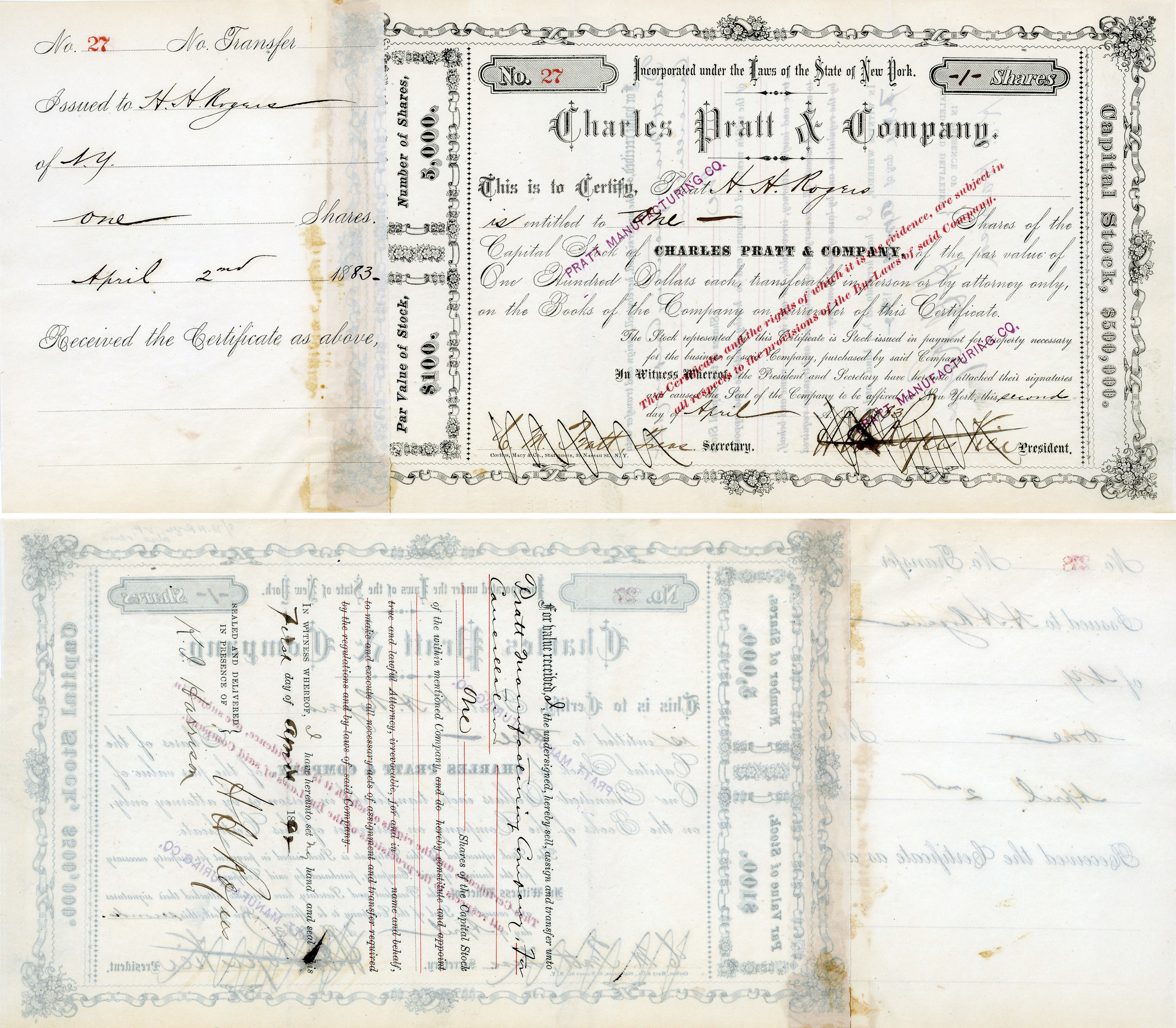
Ação da Charles Pratt & Company no valor de $100, emitida em Nova Iorque em 2 de abril de 1883 para H. H. Rogers e endossada pelo seu próprio punho no verso

Ele fez fortuna no negócio de refino de petróleo, tornando-se um líder na Standard Oil. Ele também desempenhou um papel importante em várias corporações e empreendimentos comerciais na indústria de gás, cobre e ferrovias.
O sucesso de Rogers na indústria do petróleo começou com Charles Pratt em 1866, quando ele inventou um processo aprimorado pelo qual a nafta era separada do petróleo bruto durante o refino do petróleo. John D. Rockefeller comprou o seu negócio e o da Pratt em 1874, e Rogers cresceu rapidamente na Standard Oil. Ele projetou a ideia de um oleoduto muito longo para transportar petróleo, em oposição ao uso de vagões ferroviários. Na década de 1880, ele ampliou seus interesses além do petróleo para incluir cobre, aço, bancos e ferrovias, bem como a Consolidated Gas Company, que fornecia gás de carvão para as principais cidades. Na década de 1890, quando Rockefeller estava se retirando do negócio de petróleo, Rogers era uma figura dominante na Standard Oil. Em 1899, Rogers fundou o Amalgamated Copper trust, com sede em Butte, Montana, que dominava uma indústria em alta demanda, pois o país precisava de fios para construir suas redes elétricas. Seu último grande empreendimento foi construir a Virginian Railroad para atender aos campos de carvão da Virgínia Ocidental. Depois de 1890, ele se tornou um filantropo proeminente, bem como amigo e apoiador de Mark Twain e Booker T. Washington.

Seu biógrafo afirma:
Um estranho dualismo caracterizou Rogers. Impiedoso em negócios, em seus assuntos pessoais ele era caloroso e generoso e, aos sessenta anos, de acordo com Tarbell, "com certeza, a figura mais bonita e distinta de Wall Street". ... Rogers adorava enganar seus contemporâneos e exercer o poder que advém de uma grande riqueza. No entanto, ele floresceu exatamente quando a Era Dourada (EUA) estava dando lugar à Era Progressiva (EUA) e, portanto, seu impulso ao poder foi frustrado por reformas e mudanças para estilos de gestão mais aceitáveis que o século XX estava inaugurando.